# Hutka (Bardejov)
Hutka (bis 1927 slowakisch „Hutky“; ungarisch Hutás – bis 1907 Hutka) ist eine Gemeinde im Osten der Slowakei mit 97 Einwohnern (Stand 31. Dezember 2024). Sie gehört zum Okres Bardejov, einem Kreis des Prešovský kraj, und wird zur traditionellen Landschaft Šariš gezählt.

## Geographie
Die Gemeinde befindet sich im nördlichen Teil der Niederen Beskiden, noch genauer im Bergland Ondavská vrchovina, am Bach Mirošovec im Einzugsgebiet der Ondava, nahe der Staatsgrenze zu Polen. Das Ortszentrum liegt auf einer Höhe von 384 m n.m. und ist 15 Kilometer von Svidník sowie 20 Kilometer von Bardejov entfernt (Straßenentfernung).
Nachbargemeinden sind Krempna (Ortschaft Ożenna, PL) im Norden, Vyšný Mirošov im Osten und Süden, Mikulášová im Südwesten und Nižná Polianka im Westen.

## Geschichte

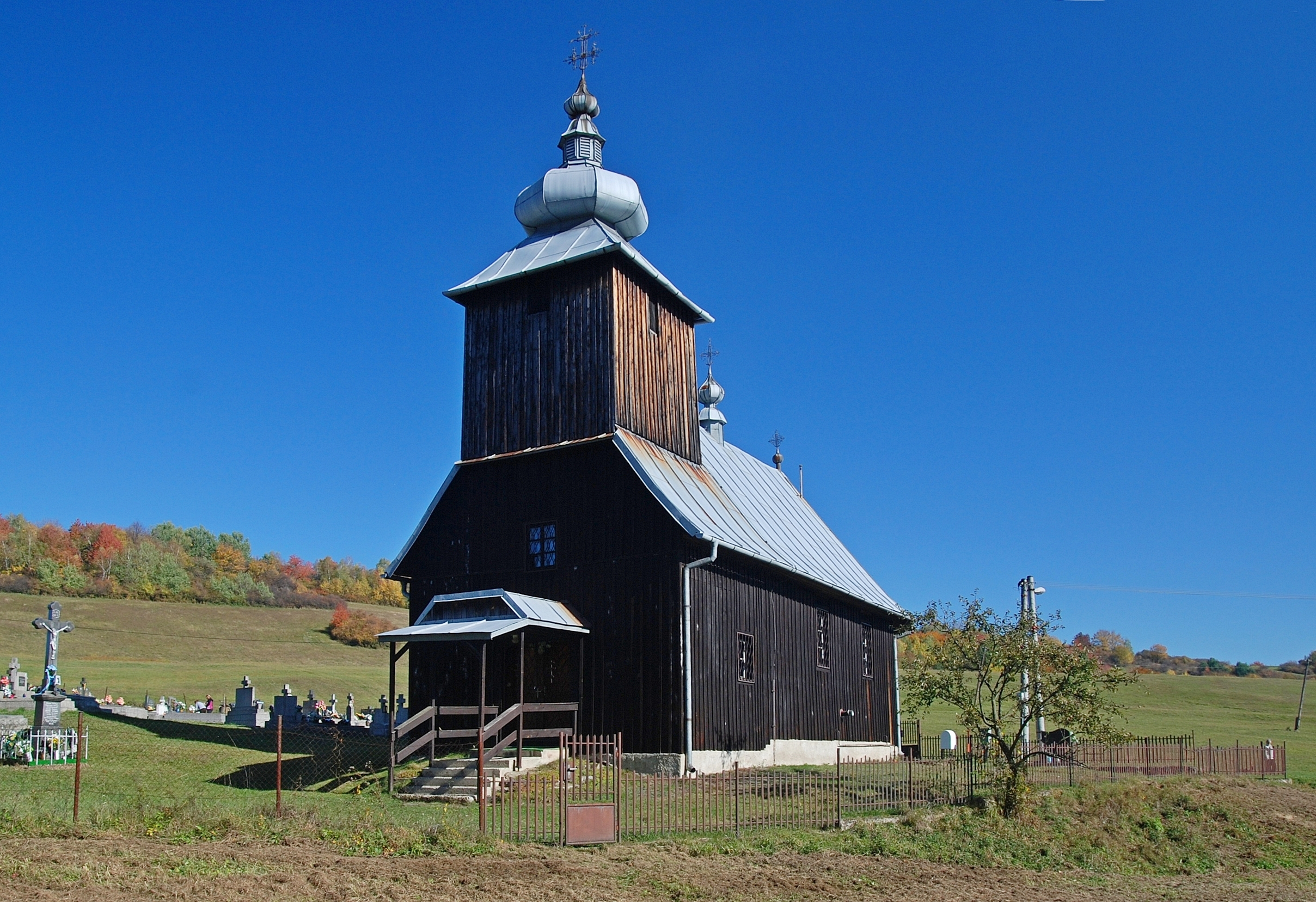
Orthodoxe Holzkirche

Hutka wurde zum ersten Mal 1618 als Hutha schriftlich erwähnt und war damals Teil der Herrschaft von Makovica. Durch die Flucht von Untertanen im Jahr 1711 kam es zur beträchtlichen Entvölkerung der Gemeinde.
1787 hatte die Ortschaft 21 Häuser und 137 Einwohner, 1828 zählte man 26 Häuser und 200 Einwohner. Während der Winterschlacht in den Karpaten wurde der Ort kurzzeitig durch ein russisches Heer besetzt.
Bis 1918 gehörte der im Komitat Sáros liegende Ort zum Königreich Ungarn und kam danach zur Tschechoslowakei beziehungsweise heute Slowakei. In der ersten tschechoslowakischen Republik wanderten viele Einwohner aus. Im Verlauf des Zweiten Weltkriegs wurde Hutka stark beschädigt. Nach dem Zweiten Weltkrieg pendelte ein Teil der Einwohner zur Arbeit in Industriebetriebe in Bardejov, die örtliche Einheitliche landwirtschaftliche Genossenschaft (Abk. JRD) wurde im Jahr 1959 gegründet.

## Bevölkerung
| Jahr                | 1994 | 2004     | 2014    | 2024     |
| ------------------- | ---- | -------- | ------- | -------- |
| Anzahl der Personen | 99   | 89       | 88      | 97       |
| Unterschied         |      | −10,10 % | −1,12 % | +10,22 % |

| Jahr                | 2023 | 2024    |
| ------------------- | ---- | ------- |
| Anzahl der Personen | 96   | 97      |
| Unterschied         |      | +1,04 % |

Nach der Volkszählung 2011 wohnten in Hutka 83 Einwohner, davon 54 Slowaken, 22 Russinen und zwei Ukrainer. Fünf Einwohner machten keine Angabe zur Ethnie.
56 Einwohner bekannten sich zur orthodoxen Kirche, 11 Einwohner zur griechisch-katholischen Kirche und sieben Einwohner zur römisch-katholischen Kirche. Bei neun Einwohnern wurde die Konfession nicht ermittelt.

## Bauwerke
- orthodoxe, bis 2000 griechisch-katholische Holzkirche Geburt der hochheiligen Gottesgebärerin aus dem Jahr 1923, die eine ältere, im Jahr 1915 ausgebrannte Kirche ersetzte[6]

## Verkehr
Durch Hutka verläuft die Straße 1. Ordnung 77 zwischen Bardejov und Svidník.